# Kovačji Grad
Kovačji Grad este o localitate din comuna Črnomelj, Slovenia, cu o populație de 15 locuitori.